# Averrhoa carambola
Averrhoa carambola L. è un albero della famiglia Oxalidaceae originario dell'Indonesia, diffuso in tutto il Sud-est asiatico.
È coltivato anche in Brasile, Repubblica Dominicana, Colombia, Ghana, Guyana, Polinesia francese e recentemente anche a Guam e alle Hawaii.
Produce un caratteristico frutto di colore giallo, la carambola, buono come candito e per guarnire torte, facilmente riconoscibile per la sezione a stella a cinque punte.